# Minnewaukan, North Dakota
Minnewaukan, North Dakota (енгл. Minnewaukan) град је у америчкој савезној држави Северна Дакота.

## Демографија
По попису из 2010. године број становника је 224, што је 94 (-29,6%) становника мање него 2000. године.
| Група             | 2000.       | 2010.       |
| Белци             | 274 (86,2%) | 190 (84,8%) |
| Афроамериканци    | 0 (0,0%)    | 0 (0,0%)    |
| Азијати           | 0 (0,0%)    | 0 (0,0%)    |
| Хиспаноамериканци | 5 (1,6%)    | 3 (1,3%)    |
| Укупно            | 318         | 224         |